# لوك ماتيو
لوك ماتيو (بالفرنسية: Luc Mathieu)‏ هو صحفي فرنسي، ولد في يونيو 1974.